# Anna-Stina Svakko
Anna-Stina Svakko, född 19 september 1967 i Giron (Kiruna) är en samisk formgivare, konsthantverkare och slöjdare som är specialiserad inom samisk dräktsömnad.
Svakko har mästarbrev i duodji, samisk slöjd, taget 1991. Under gymnasiet studerade hon sömnad och fortsatte sedan på  Sámij åhpadusguovdásj (Samernas utbildningscentrum) 1984. Sedan 2003 driver hon företaget Astu Design. Hon har även en pedagogisk utbildning genom Samiska högskolan. 
Anna-Stina Svakkos arbeten har sin bas inom duodji men hon har över tid även utvecklat ett företag med skiftande uppdragsverksamhet. Hon har verkat som lärare på institutioner, gett egna koltsömnadskurser och föreläst. Hon har även arbetat med konstnärliga uttryck på olika sätt. Sedan 1992 har hon regelbundet haft utställningar i Sápmi och visat sina kreationer med konceptuella inslag på catwalken. 2020 startade hennes konstnärliga verk förändras till större tredimentionella verk med temat identitet. Under 2023 fick Anna-Stina uppdrag av Åarjelhsaemien teatere/Sydsamiska teatern att designa och skapa kostym för föreställningen "Aahka — tjaetsien mojtele / memory of water" till bland annat Mari Boine.    
Svakko har tillsammans med Sameföreningen i Stockholm och även den samiska queera organisationen Garmeres arbetat med att skapa queera koltar/samiska dräkter.
Samiska rådet i Svenska kyrkan tilldelade 2018 års samiska kulturpris till Svakko för projektet Staakebaalka som syftat till att ge samisk trygghet i det offentliga rummet, Motiveringen löd bland annat att det var för att ha "synliggjort samisk identitet och mångfald inom Svenska kyrkan".
Konstnärsnämndens 1 åriga arbetsstipendium tilldelades Anna-Stina 2022.